# Friedrich Chrysander
Karl Franz Friedrich Chrysander (ur. 8 lipca 1826 w Lübtheen, zm. 3 września 1901 w Bergedorf) – niemiecki muzykolog.

## Życiorys
Był autodydaktą. Początkowo pracował jako prywatny nauczyciel i zajmował się historią muzyki w Meklemburgii. W 1853 roku opublikował dwie rozprawy, Über die Molltonart in den Volksgesängen i Über das Oratorium, na podstawie których Uniwersytet w Rostocku przyznał mu w 1855 roku tytuł doktora. Badał życie i twórczość Georga Friedricha Händla. W 1856 roku wspólnie z historykiem Gottfriedem Gervinusem założył Deutsche Händelgesellschaft. Po jego rozpadzie, pomimo trudności materialnych i lokalowych, kontynuował swoje badania samodzielnie, w swoim domu urządził sztycharnię drukarską i osobiście zajmował się drukiem edycji źródłowych dzieł Händla. W latach 1869–1871 wydał 5 tomów „Denkmäler der Tonkunst”, następnie wszedł w skład komitetu organizacyjnego „Denkmäler Deutscher Tonkunst”. W latach 1868–1871 i 1875–1882 pisywał do „Allgemeine Musikalische Zeitung”. W 1885 roku wspólnie z Philippem Spittą i Guido Adlerem powołał do życia pierwsze czasopismo muzykologiczne, „Vierteljahrsschrift für Musikwissenschaft”.

## Twórczość
Prawie całe swoje życie twórcze poświęcił badaniom nad Georgiem Friedrichem Händlem. Był autorem pierwszego wydania dzieł kompozytora, Georg Friedrich Händels Werke: Ausgabe der Drutschen Händelgesellschaft (100 tomów wyd. Lipsk i Bergedorf 1858–1894, 6 tomów uzupełniających wyd. 1888–1902). W swoich badaniach wykorzystywał rękopisy, starodruki i różne wersje opracowań, zwrócił też uwagę na problem zapożyczeń w twórczości kompozytorów XVIII wieku. Dobór źródeł był jednak chaotyczny i nie spełnia wymogów dzisiejszego źródłoznawstwa. Napisał także biografię Händla (3 tomy wyd. Lipsk 1858–1867), należącą do jednych z pierwszych dzieł historiografii muzycznej, której jednak nie zdołał ukończyć (treść urywa się na 1740 roku). Ponadto w swoich publikacjach podejmował zróżnicowaną tematykę, od kwestii edytorskich i przyczynkarstwa źródłowego po problemy życia muzycznego.